# Zdeňka Moutelíková
Zdeňka Moutelíková (3 de diciembre de 1934) es  una exjugadora de baloncesto checoslovaca. Consiguió 5 medallas en competiciones oficiales con Checoslovaquia.